# Macrotoma palmata
Macrotoma palmata là một loài bọ cánh cứng trong họ Cerambycidae.